# Didymocentrus krausi
Didymocentrus krausi is een schorpioenensoort uit de familie Diplocentridae die voorkomt in Midden-Amerika. De soort is 3 tot 4 cm groot.
Het verspreidingsgebied van Didymocentrus krausi omvat Honduras, El Salvador, Nicaragua en het noordwesten van Costa Rica.
Didymocentrus krausi voedt zich met andere geleedpotigen. Deze soort leeft op de bosbodem en houdt zich overdag verscholen in kleine zelfgegraven tunnels onder stenen.